# Federação Paraense de Basketball
A Federação Paraense de Basketball (abreviado FPB) é uma entidade desportiva brasileira de basquete no Pará, fundada em 12 de outubro de 1948 com sede na cidade de Belém, filiada a  Confederação Brasileira de Basketball (CBB).
Esta federação organiza o Campeonato Paraense de Basquetebol Adulto Masculino (popularmente chamado parazão de basquete) uma competição estadual realizada entre clubes do estado do Pará.
O empresário José Cordeiro Vieira Neto, é o atual presidente da federação no quadriênio 2021-2024.
Em 2022, a Federação Paraense de Basketball realizou o Curso de Formação de Arbitragem, com aulas práticas e teóricas para 150 pessoas inscritas,  ministrado por Enaldo Batista, gerente de arbitragem da confederação brasileira. Que busca à formação dos profissionais da área e renovação do quadro de arbitragem do estado, incentivando universitários e ex-jogadores.